# Репродуцирование запрещено
«Репродуцирование запрещено» (фр. La reproduction interdite) — картина бельгийского сюрреалиста Рене Магритта, написанная в 1937 году. В настоящее время находится в Музее Бойманса — ван Бёнингена в Роттердаме.
Картина была заказана покровителем Магритта — поэтом Эдвардом Джеймсом; она представляет собой портрет Джеймса, хотя лицо на холсте не изображено. Это одна из трёх работ, созданных художником для интерьера дома Джеймса в Лондоне. Две другие работы — «Красная модель» (фр. Le Model Rouge, 1937) и «Застывшее время» (фр. La Durée Poignardée, 1938).
На картине изображен человек, стоящий перед зеркалом, однако его отражение также является изображением со спины, тогда как лежащая на полке книга отражается правильно.

## Связи с другими произведениями
Книга на каминной полке — потрёпанный экземпляр «Повести о приключениях Артура Гордона Пима» Эдгара Аллана По (в данном случае — с заглавием на французском языке: Les aventures d’Arthur Gordon Pym). По был одним из любимых авторов Магритта, и художник делал отсылки к его творчеству и в других работах, например, название картины «Поместье Арнгейм» (1938) заимствовано у одноименного рассказа По.
Магритт создал ещё один портрет Эдварда Джеймса под названием «Принцип удовольствия» (1937). На ней Джеймс изображен анфас, сидящим за столом, однако его лицо скрыто яркой вспышкой.
В 1977 году Грэм Хьюз, двоюродный брат британского певца и автора песен Роджера Долтри, использовал идею картины «Репродуцирование запрещено» для оформления обложки третьего сольного альбома своего кузена One of the Boys.
В романе 2003 года «Украденные лошади» Пера Петтерсона главный герой Тронд ссылается на картину после дурного сна: «Я понял, что больше всего в этом мире я боюсь оказаться тем человеком на картине Магритта, который, глядя на себя в зеркало, снова и снова видит только свой затылок».
Вольная интерпретация картины использована в фильмах Дэвида Кеппа «Тайное окно» (2004), Ричарда Айоади «Двойник» (2013), Джордана Пила «Мы» (2019) и в немецком фильме «Кто я» (2014), а также в сериале «Твин Пикс», в сериале «Эйфория» во 4-й серии второго сезона , в клипе группы Би-2 «Я никому не верю». 
Репродукция картины была помещена на обложку первого номера философского журнала «Человек» (1990).